# Gelbbrauen-Bambushuhn
Das Gelbbrauen-Bambushuhn (Bambusicola fytchii) auch Indisches Bambushuhn ist eine Hühnervogelart aus der Familie der Fasanenartigen. Es ist im Nordosten Indiens, in Ost-Bangladesch, in den chinesischen Provinzen Yunnan und Sichuan sowie im Norden der Länder Myanmar, Thailand, Laos und Vietnam beheimatet, wo es halboffene, busch- und gehölzbestandene Landschaften in mittleren Höhenlagen besiedelt. Die Art ist nicht bedroht.
Das Artepitheton ehrt den britischen Generalleutnant Albert Fytche (1820–1892), der im Jahr der Erstbeschreibung in Burma Generalbevollmächtigter war.

## Beschreibung
Das Gelbbrauen-Bambushuhn ist zwischen 25 und 30 cm groß. Der recht lange, keilförmige Schwanz macht davon zwischen 9 und 13 cm aus. Ein Geschlechtsdimorphismus ist kaum ausgeprägt, der Hahn ist jedoch etwas größer und trägt einen kräftigen Sporn am Lauf. Die Flügellänge liegt zwischen 129 und 156 mm, das Gewicht zwischen 250 und 400 g. Der 18–20 mm lange Schnabel ist beim Hahn schwarzbraun, bei der Henne etwas heller. Die Iris ist braun bis gelblichbraun, die Beine und Füße sind olivbraun.
Vom rötlich braunen Oberkopf und Nacken setzt sich ein beiger Überaugenstreif ab, der beim Männchen hinter dem Auge nach unten hin schmal schwarz, beim Weibchen dunkel rotbraun begrenzt ist. Die lebhaft ockergelbe Färbung von unteren Ohrdecken, Kinn und Kehle verläuft am vorderen Hals in die Färbung der Brust, die auf weißlichem Grund kräftige, kastanienbraune Flecken trägt. Diese finden sich auch auf dem olivgrauen Gefieder des vorderen Rückens, der Schultern und der Flügeldecken, wo sie teils in schwarze Federzentren münden, die zudem weiß gesäumt sind. Der hintere Rücken, Bürzel und Oberschwanzdecken sind auf olivgrauem Grund dunkel bekritzelt. Die Unterseite und die Flanken sind weißlich und tragen eine schwarze, herzförmige Zeichnung hinter dem breiten Saum. Diese fehlt auf der Bauchmitte. Die Schwingen sind rotbraun. Die äußeren Steuerfedern sind auf rotbraunem Grund undeutlich, die mittleren auf beigem Grund kontrastreicher dunkel quergebändert.
Das Jugendkleid ähnelt dem der Henne, ist aber auf dem Scheitel sehr viel matter rotbraun und zeigt eine eher graubraune Fleckung sowie eine eher graue Brust.

## Verbreitung
Die Verbreitung des Gelbbrauen-Bambushuhns reicht südlich des Brahmaputra durch die ostindischen Bundesstaaten Assam, Meghalaya, Manipur, Mizoram, Nagaland und den Osten von Arunachal Pradesh südwärts bis in den Osten Bangladeschs. Nördlich reicht das Areal bis nach Yunnan und Sichuan sowie in einem weiteren Arm südwärts bis ins nördliche Myanmar, den Nordwesten Thailands und von Nord-Laos bis nach Tonkin in Vietnam.
Die Art wird von der IUCN als „nicht gefährdet“ (least concern) eingestuft, könnte aber langfristig durch Lebensraumverluste und Bejagung gefährdet sein. Während sie in China nur zerstreut vorkommt, scheint sie in Myanmar häufig zu sein, und in Thailand könnten die Bestände sogar zugenommen haben. In Bangladesch gibt es vermutlich nur noch Restvorkommen.

## Geografische Variation
Es werden zwei Unterarten beschreiben, von denen B. f. hopkinsonii etwas größer als die Nominatform, unterseits eher beige als weiß sowie oberseits grauer ist.
- B. f. hopkinsoni Godwin-Austen, 1874 – Assam und Arunachal Pradesh südwärts bis ins östliche Bangladesch sowie ostwärts bis in den Norden Myanmars
- B. f. fytchii Anderson, 1871 – von Sichuan und Yunnan südwärts bis in die östliche Mitte Myanmars, den Nordwesten Thailands und den Norden Vietnams

## Lebensweise
Das Gelbbrauen-Bambushuhn besiedelt Sekundärvegetation und Waldrandhabitate in Höhen zwischen 500 und 3000 m. Es kommt in grasbestandenen Feuchtgebieten, in Bambusgehölzen sowie in halboffenen Landschaften mit Weiden- und Eichenbeständen vor. Nicht selten ist es in Siedlungsnähe zu finden.
Die Art ist meist in Verbänden von 5–6 Individuen anzutreffen, bei denen es sich vermutlich um Familien handelt. Diese halten den Winter über zusammen und lösen sich in Nordostindien ab März auf. Die Männchen besetzen dann unter lauten Rufen ein Revier. Die Brutzeit beginnt im April oder Mai und dauert höchstens bis in den Juli. Das Nest ist eine ausgescharrte Mulde in der Vegetation, die nur mit wenigen Halmen ausgelegt wird. Das Gelege besteht aus 5–6 hell- bis braunbeigen Eiern, die 18–19 Tage lang bebrütet werden. Der Hahn ist nicht am Brutgeschäft, vermutlich aber an der Jungenaufzucht beteiligt.
Die Nahrung besteht aus Knospen, Schößlingen, Beeren und Insekten und wird vorwiegend in den Morgen- und Abendstunden grabend am Boden gesucht.